# 喀斯喀特海崖
84°57′S 178°10′W / 84.950°S 178.167°W
喀斯喀特海崖（英語：Cascade Bluff），是南極洲的海崖，位於杜費克海岸，處於明塞冰川西南岸，屬於毛德王后山脈的一部分，現時由南極條約體系管理。